# HC Lyons Kdyně
HC Lyons Kdyně (celým názvem: Hockey Club Lyons Kdyně) byl český klub ledního hokeje, který sídlil ve městě Kdyně v Plzeňském kraji. Zanikl v roce 2016 po fúzi s HC Domažlice, které potřebovalo vytvořit nové mužské družstvo. V letech 2010–2016 působil v Plzeňské krajské soutěži – sk. B, šesté české nejvyšší soutěži ledního hokeje.
Své domácí zápasy odehrával v Domažlicích na tamějším zimním stadionu.

## Přehled ligové účasti
Stručný přehled
Zdroj:
- 2010–2016: Plzeňská krajská soutěž – sk. B (6. ligová úroveň v České republice)

Jednotlivé ročníky
Zdroj:
Legenda: ZČ - základní část, červené podbarvení - sestup, zelené podbarvení - postup, fialové podbarvení - reorganizace, změna skupiny či soutěže
| Česko (2010 – 2016) |                                 |           |          |                                       |             |
| Sezóny              | Soutěž                          | Úroveň    | ZČ       | Play-off, nadstavba, sk. o udržení... | Poznámky    |
| 2010/11             | Plzeňská krajská soutěž – sk. B | 6. úroveň | 8. místo |                                       |             |
| 2011/12             | Plzeňská krajská soutěž – sk. B | 6. úroveň | 6. místo | Čtvrtfinále                           |             |
| 2012/13             | Plzeňská krajská soutěž – sk. B | 6. úroveň | 3. místo | Semifinále                            |             |
| 2013/14             | Plzeňská krajská soutěž – sk. B | 6. úroveň | 1. místo | Čtvrtfinále                           |             |
| 2014/15             | Plzeňská krajská soutěž – sk. B | 6. úroveň | 2. místo | Semifinále                            |             |
| 2015/16             | Plzeňská krajská soutěž – sk. B | 6. úroveň | 2. místo | Vítěz                                 | Kvalifikace |